# Ассіміу Туре
Ассіміу Туре (фр. Assimiou Touré, нар. 1 січня 1988, Сокоде) — німецький і тоголезький футболіст, що грав на позиції захисника за низку німецьких клубних команд, а також національну збірну Того.

## Клубна кар'єра
Народився 1 січня 1988 року в місті Сокоде. Футболом почав займатися 2000 року, перебравшись до Німеччини, в академії «Баєр 04». У сезоні 2006/07 провів одну гру за головну команду ліверкузенського клубу, після чого був відданий в оренду до  «Оснабрюка». Відігравши півтора сезони за цю команду у Другій Бундеслізі, 2009 року повернувся до «Баєра», за який провів свою другу і, як виявилося останню, гру у найвищому німецькому дивізіоні.
Протягом 2010—2011 років провів 11 матчів першості за друголігову «Армінію» (Білефельд), після чого грав лише за нижчолігові німецькі команди — «Бабельсберг« (третій диізіон) Юрдінген 05» (четвертий диізіон), а також «Боннер» та «Бургброль» з п'ятого дивізіону. Завершив кар'єру 2016 року виступами за останню команду.

## Виступи за збірну
2006 року дебютував в офіційних матчах у складі національної збірної Того. Протягом кар'єри у національній команді, яка тривала 6 років, провів у її формі 15 матчів.
У складі збірної був учасником чемпіонату світу 2006 року у Німеччині (виходив на поле у двох іграх групового етапу), а також Кубка африканських націй 2010 року в Анголі.